# Hanuabada
Hanuabada es un pueblo costero de Papúa Nueva Guinea, situado a las afueras de la capital del país, Port Moresby. Es el pueblo más grande de la tribu motuan y los lugareños lo conocen a menudo como "HB".
Hanuabada significa "pueblo grande" en motu. Está al noroeste del centro de Port Moresby. Tiene una población de más de 15.000 habitantes. Forma parte de Poreporena, que incluye tanto Hanuabada como Elevala.
Hanuabada es conocida por ser el lugar de nacimiento de varios de jugadores de la selección de crícket de Papúa Nueva Guinea. El Hanuabada han nacido los campeones de la Commonwealth Geua Vada Steven Kari y Dika Toua. De las nueve medallas de los Juegos de la Commonwealth de Papúa Nueva Guinea, ocho provienen de Hanuabada.
En mayo de 2015, hubo una redada policial en Hanuabada en la que la policía de Port Moresby confiscó más de 1.000 bolsas de nueces de areca. El valor total de estos sacos de frutos secos se estimó en más de 180.000 dólares estadounidenses.